# 3月が眠る
『3月が眠る』は、Paniyoloが2010年2月28日にSCHOLE RECORDSからリリースしたミニアルバム。

## 解説
CDショップ「雨と休日」の1周年記念に制作された作品。一般流通ではなく「雨と休日」SCHOLE RECORDSオンラインショップ、ライブ会場のみで限定販売。本作は既に生産終了。リアレンジ版『三月が眠る』が2019年に発表され同様に限定販売されている。アートワークはYoshinori Takezawaが、デザインはShin Kikuchiが担当。

## 曲目
1. 街溶け
2. 春の庭
3. シルエット
4. 片耳に花を
5. まばたき
6. 4月

## クレジット
- Music by Muneki Takasaka
- Artwork by  Yoshinori Takezawa
- Design by Shin Kikuchi (Schole)
- Special Thanks to 雨と休日 & SCHOLE

## リンク
- 雨と休日 (3月が眠る) 2010年盤
- 雨と休日 (三月が眠る) 2019年リリースのリアレンジ版
- SCHOLE SHOP (JAPAN) 2019年リリースのリアレンジ版
- SCHOLE SHOP (WORLDWIDE) 2019年リリースのリアレンジ版